# Reason (lied)
Reason is een Engelstalige single van de Belgische band Ian Van Dahl uit 2002.
Het liedje verscheen op hun album Ace uit 2002.

## Meewerkende artiesten
Producer: 
- Christophe Chantzis
- Eric Vanspauwen

Muzikanten:
- Annemie Coenen (zang)